# ミューチュアル・ファンド
| 順位 | ファンドマネージャー           | 運用額     |
| ---- | ------------------------------ | ---------- |
| 1    | バンガード・グループ           | 4.7 兆ドル |
| 2    | フィデリティ・インベストメンツ | 1.7 兆ドル |
| 3    | ブラックロック                 | 1.7 兆ドル |
| 4    | キャピタル・グループ           | 1.6 兆ドル |
| 5    | Tロウ・プライス・グループ      | 0.7 兆ドル |
| 6    | ステート・ストリート           | 0.6 兆ドル |
| 7    | Dimensional                    | 0.4 兆ドル |
| 8    | JPモルガン                     | 0.4 兆ドル |
| 9    | フランクリン・テンプルトン     | 0.3 兆ドル |
| 10   | インベスコ                     | 0.3 兆ドル |

ミューチュアル・ファンド（英語：mutual fund）は、オープンエンド会計の投資会社または投資信託である。
ミューチュアル・ファンドの資産総額は1979年末に千億ドルに満たなかったが、2000年末は7兆ドルに迫った。口座数は1979年末の100万から2.5億へ膨れ上がった。2015年12月31日時点でミューチュアル・ファンドのThe Vanguard Group とCapital Group Companies が、JPモルガン・チェースとマイクロソフトの主要な法人株主である。
「ミューチュアル」がつく同士でも相互会社とは別物である。また、ヘッジファンドより手堅く、はるかに資産規模が大きい。ヘッジファンドに対する優位性は、2010年から成長がとまらない上場投資信託市場でも示された。

## 概要
オープンエンド会計とは、買戻可能証券を発行し、これを継続的に公衆に売出している事業形態をいう。買戻可能証券とは、その発行体＝ミューチュアル・ファンドに提示することで随時償還を受けられるものであり、
大体においてファンド総資産現在額のうち米国法で決められた部分に比例する金額を受け取れる。
ミューチュアル・ファンドには会社型と契約型がある。会社型は、運用目的のために設立された投資会社の株式を買うという仕組みで資金を集める。株式は全国証券業者協会などのブローカーを通じて公衆を相手に取引されるので、証券取引所または場外市場での取引は行われない。契約型は、フィデリティのような投資信託会社またはソシエテ・ジェネラルのような信託銀行と契約して受益証券＝投資信託を買う仕組みである。米国では会社型が、日本では契約型が、それぞれ大半を占める。
ミューチュアル・ファンドはおびただしい件数の会計をリアルタイムで処理するフィンテック のパイオニアといえる。2016年2月、フィナンシャル・タイムズによると、イギリスのシュローダーをふくむ5つのミューチュアル・ファンドがブロックチェーンの共同開発に参加した。
合衆国の郵便制度には郵便貯金や簡易保険がない。そのことがミューチュアル・ファンドへ資金の集中する背景となっている。ミューチュアル・ファンドは先のような主要銘柄の株価や債券価格、および国内の株価指数を支えているとみられる。これは、郵貯や簡保のある他国から見ると郵政民営化のリアルシミュレーションである。
ミューチュアル・ファンド投資会社大手のヴァンガードは1976年に世界初のインデックスファンドを発売した。日本ではこの頃から急速に社債の規制緩和が進み、1984年には社債全体に占める外債の割合が90.6%に達した。
1998年7月、リッパー・アナリティカルをロイターが買収した。リッパーはファンドの過去運用成績を他ファンドと比較している。オーナーのマイケル・リッパーは移管後のリッパーで非常任理事となる。営業譲渡を受けたロイターは、リッパーの顧客であったミューチュアル・ファンドにコンサルティングを提供することになった。
現在、リッパーはロイターのライバルであったダウ・ジョーンズとともに、FactSet Research Systems へデータを供給している。

## 沿革
ミューチュアル・ファンドは1940年投資会社法が定義している。その第3条がまず投資会社を定義し、第4条が投資会社を3種に分けている。ユニット投資信託・額面証券会社・マネジメント会社の3種である。第5条（a）がマネジメント会社をクローズドエンド会計会社とオープンエンド会計会社に区分けしている。クローズド会計は一般の投資会社が行う種類であり、株式・社債を発行し、買戻可能証券を発行しないものをいう。ミューチュアル・ファンドはオープンエンド会計である。ミューチュアル・ファンドは償還に随時応じる必要のあるため、資産の流動性にこだわる。したがってそのほとんどが、各銘柄をファンドの総資産に保有する割合が5%以下の分散投資型である。投機性は、とにかくファンドによってまちまちである。
初めてのミューチュアル・ファンドは1924年にボストンで生まれた。この時期の投資信託は一般に会社が小さく、それでいて極端にレバレッジが高かった。このような投資信託に対して世界恐慌が人々の不信を招いたので、個人投資家の目に留まるのは1950年代を待たなければならなかった（次節に詳細）。1960年には、米国投資会社の総資産にミューチュアル・ファンドはおよそ9割を占めるようになった。1960年代の情報革命期に興ったミューチュアル・ファンドは、従来の安定志向ではなく、IBM などの成長銘柄を積極的に組み入れ短期的なキャピタルゲインを追求した。この後、70年代のインフレと金利上昇が新興のミューチュアル・ファンドに打撃を与えた。しかし、70年代は間接金融離れも並行した。資金を得たミューチュアル・ファンドは米国債の満期構成を長期化させた。1980年にさしかかるころ、短期ファンドとしてのマネーマーケット・ミューチュアル・ファンド（MMF） が導入されて爆発的に増加した。
1985年から8年ほど、ミューチュアル・ファンドは債券部門が株式部門に資産額で劣らぬ状況が続いた。州地方債の非課税利子を組み入れた「非課税MMF」の人気が一因となっている。
他に連邦準備制度の銀証分離緩和に従い、地方債・モーゲージ証券・および国債をあつかうミューチュアル・ファンドへの資金流入がいきなり増えたというのもある。1992年には、高利回り債の新規発行分で実に3/4をミューチュアル・ファンドが購入した。もっとも、1990年代ミューチュアル・ファンド全体では、債券部門やMMF よりも株式部門で資金が余っていた。この90年代からファンドは私的年金、特に個人退職勘定と関係を深め、ミューチュアル・ファンドの個人退職勘定口座は1993年にかけて毎年400から700億ドル増加している。マクロ視点から1983年と1993年の資金フローを比べると、家計からのフローで83年に銀行・モーゲージへ1769億ドル、ミューチュアル・年金ファンドへ1988億ドルだったものが、93年上半期で銀行・モーゲージへ132億ドル、ミューチャル年金へ5541億ドルとなっており、この数字でしか伝わらないような驚異的現象が起こっていた。
世界金融危機でミューチュアル・ファンドはダメージを受けた。株式部門で残高の減少が著しく、しかしMMF は横ばいとなっている（2006年4月から2008年4月まで）。2008年時点で、ミューチュアル・ファンドは米国債の20.8%を保有している。

## 脱法
戦間期の投信会社は、オープンエンド会計かどうかによらず、レバレッジのかけ方が同じであった。その基本は、投信会社を複数つくって株式を持ち合い、それを担保に借り入れて新たに株式を持ち合い、グループの資本金を雪だるま式に増やすことであった。ボストンのエドワード・レフラーが立ち上げた最初のミューチュアル・ファンド（Incorporated Investors）がそうであった。このグループに数十の投信会社・公益会社を集めると、ゴールドマン・サックスの投資会社（Goldman Sachs Trading Corporation）をふくんだものを典型とするピラミッド型の独占体となる。ハリソン・ウィリアムズが創り、GSTCが膨張させたこのグループを構成する投信会社の大体はクローズドエンド会計であり、償還の機会が定期的であった。その「瞬く間」にグループの資本関係は急成長した。個人投資家に配当として新たに株式がばらまかれ、現金は公益事業を受注する大企業が純資産へ蓄積した。そしてレバレッジの限界が世界恐慌をもたらした。しかし投信・公益ピラミッドは、さしあたりサービス業への分散投資と壮大な吸収合併により、やがてはニューディール政策の公共事業により延命された。
粘り強い追及のあと、1940年投資会社法で、投資会社が他の投資会社の既発行議決権付株式の3%以上を取得してはならないと定められた。これを脱法するために、共通のスポンサーや引受人が複数の投信会社を統括するファンド複合体（ファンド・コンプレックス）がつくられていった。複合体は利子・配当・キャピタルゲインの全てを追求できた。ファンド複合体の管理者は投資顧問とよばれ、そのグループが特定の証券に影響力をもてるよう采配できた。1950-60年代最大のミューチュアル・ファンド複合体は、JPモルガン傘下のIDS（Investors Diversified Services, アレゲーニー・コーポレーションの傘下企業。エクソンモービル等に影響力をもった。首位）であった。証券取引委員会の調べでは、1966年で純資産の合計が51.7億ドルに達し、約30.2億ドルのMIT（Massachusetts Investors Trust、エドワード・レフラーの古巣、第二位）や、およそ26.8億ドルのフィデリティ・インベストメンツ（第三位）を引き離した。およそ22.4億ドルのワデル・アンド・リード（Waddell & Reed）、約20.5億ドルのウェリントン・マネジメントが四位と五位に続く。六位は15.8億ドルのインベスターズ・マネジメント（数年後にアンカー・グループと改称）、七位は14.4億ドルのユニオン・サービス、八位は12.8億ドルのアベット男爵商会であった。キーストーン・インベストメント（2001年ワコビアと対等合併、現ウェルズ・ファーゴ）とパトナム・マネージメント（パワー・コーポレーション系列）がそれぞれおよそ1.2億ドルにとどまった（九・十位）。上位10複合体は、投資会社資産全体の45%を管理・運用していた。
国内展開されたファンド複合体についてはここまでにして、戦間期に戻り、今度は投信の国際展開を概観する。対外証券を買う投信会社で筆頭はAIC（American International Corporation）である。AICは1915年ニューヨークで設立された。証券取引委員会の調べによると、ナショナルシティーとチェースナショナル（ともに現JPモルガン）、クーン・レーブ、ゼネラル・エレクトリック、グレート・ノーザン鉄道、ロックフェラー家などの巨大資本がAICの設立に関わった。他にはIPSC（International Power Securities Corporation）がある。IPSCは1923年4月にデラウェアでイタリア電力会社として創業したが、4年後にマサチューセッツで発足したアルドレッド投信（Aldred Investment Trust）が支配した。1940年投資会社法の3%規制は合衆国内にしか適用されないため、1960年代にはゴールドマンやAIG、アクサ、リーマン・ブラザーズなどがオフショアファンドをグループ化して国際的なファンド・オブ・ファンズ（FOF）を形成した。オフショアファンドは海外で集金して膨大な合衆国証券を購入した。
こうして戦間期の独占体制が復元された。ファンド複合体はライト・パットマンの精査・糾弾するところとなったが、FOFは一部が追及されたにとどまり、現在も野放しである。ニューエコノミーはインフラに目を奪われた誤謬である。

## 規制
多岐にわたるから特筆すべき点を紹介する。なお、必ずしも前節の脱法に対応しない。
ミューチュアル・ファンドは買戻可能証券の償還に随時応じるため、直接金融を普通株にかぎる。社債・優先株などは発行できない。また、既に発行した株式の価値を維持しなければならないので、取引の対価に株式を発行することができない。ただし、授権資本制度によるときは許される。銀行からの借入れは、責任財産 asset coverage が少なくとも借入れ額の3倍必要である。
ミューチュアル・ファンドは証券取引委員会に年次報告書を提出するとともに、委員会の要求があれば半年または4半期ごとにアップデートしたレポートも出さなければならない。さらに少なくとも半年ごとに最新の貸借対照表、損益計算書、財務諸表、取締役・顧問・役員に支払った報酬の総額、国債等を除いた証券の売買総額を株主に送付する義務がある。そして株主にレポートを送ったときは10日以内に委員会へ写しを出さなくてはならない。EDGAR も参照。
1993年10月、ケイマン諸島でミューチュアル・ファンド法が施行された。ケイマンに存在する約514の公認銀行の資産総額は1992年12月31日時点でおよそ4110億ドルにも達する。ケイマン金融界の代表者とケイマン政府との間には切っても切れない関係がある。政府は金融界のニーズに即応する。ケイマンには税制や外為管理法がない。投資会社の設立に官庁の事前許可はいらない。ミューチュアル・ファンドには都合よく、株主総会不要の会社形態がある。西欧で募集されたケイマンのミューチュアル・ファンドはイギリスに業務上の本拠をもたないかぎり金融を専門とする個人に対して広告・販売・営業できる。米国で募集するのは難しい。1940年投資会社法は国外企業に対する投資を99人に制限している。93年の法案ではミューチュアル・ファンドについて、1986年イギリス金融サービス法や1940年投資会社法よりも簡明な定義を導入することになった。もっとも、大企業が主催するクローズドエンド会計のファンドは上記法律で定めるのと同じく例外的な扱いに据え置くとした。また、運転免許のように、優良なファンドには簡便に営業資格を与えることとした。
参考文献には93年立法の詳細が記されているけれども、タイムリーでないから明記は差し控える。
1996年全米証券市場改善法が制定されて、規制の重複する部分などは各州の青空法に優先する扱いとなった。

## 課税制度
ミューチュアル・ファンドは1986年内国歳入法のサブチャプターＭに規定される適格投資会社にあてはまることが1936年歳入法において法人税を免れるための前提となる。適格投資会社の要件は5つある。①原則的に1940年投資会社法の規定により登録された内国法人であること。②総所得の9割以上が有価証券由来であること。③保有期間3ヶ月未満の有価証券、外国通貨等の売却によって得た利益が総所得の3割に満たないこと。④各課税年度の4半期終了時における総資産の半分以上が、現金・金銭債権・公債・他の適格会社の株式および他の有価証券で構成されていること。⑤各課税年度の4半期終了時における総資産の1/4以上が実質的に同一の銘柄に集中投資されていないこと。①から⑤を満たしたうえで、収益をすべて株主に配当するかぎり法人段階での課税を免除される。
上述の制度は、投資会社がその株主の投資を仲介するにすぎないという考え方によっている。つまり個人段階で別に課税される。ミューチュアル・ファンドから株主に配当される所得は、一定の保有期間を超える有価証券の売買から生じる長期キャピタルゲインとその他に分かれる。その他の方は、州地方債などの非課税債券を除いて総合累進課税される。長期キャピタルゲインの「長期」とは年により税制改正を経ているがおよそ半年以上である。長期の税率は1997年から2001年まで10%と20%の2段階で設定された。なお、長期キャピタルゲインは1981-2001年の間にその8割から9割が株式ファンドから支払われた。支払額は1990年で80億ドル、2000年で3250億ドルである。
個人に分配されない残りの長期キャピタルゲインは、課税状況を直接に示すデータがない。

## 摘発
2003年9月3日、ニューヨーク司法当局がヘッジファンドのカナリー・キャピタルとバンカメ・バンク・ワン・ジャナス・キャピタル・ストロング・キャピタル・セキュリティ・トラストを不正競争の疑いで捜査した。この6社はミューチュアル・ファンドを利用した短期取引と時間外取引の協定を結んでおり、カナリーが数千万ドルの不正な利益をあげていたとされる。これをきっかけに別件の不正取引が次々に摘発されて、ミューチュアル・ファンドをめぐる一大スキャンダルとなった。そして行政監督院GAO が証券取引委員会の検査官絶対数が不足し犯罪照会手続が比較的ルーズであることなどを指摘した。そして委員会は2003年から2005年にかけて過剰な規制を敷いて業界の反発を受けた。
時間外取引にいう「時間」とは、ミューチュアル・ファンドの取引がその日の東部時間の午後4時までに受け付けた注文を当日の基準価格で処理し、遅れた注文は翌日の基準価格で行う仕組みをさす。そして時間外取引とは、ヘッジファンドなど一部の機関投資家に対して午後9時ごろまで当日の基準価格による注文を受け付け、不当な利益をあげていたとされる手口である。
短期取引、たとえば日本で知られているデイトレードは合法である。しかし、ミューチュアル・ファンドは管理コスト節減とパフォーマンス維持のため、解約手数料を高くしたり取引回数を制限したりする。それを一部の投資会社が出し抜き、大口顧客との間で短期取引を認めていた。本件では外国株式で運用しているミューチュアル・ファンドにおいて、時差を利用し基準価格に古い価格を適用していたが、これを時差裁定という。
後から関係の分かった投資会社にはモルガン・スタンレーの他に、国の近代化を主導したドイツ銀行、タクシス家と資本関係のあったワコビア、GPIFの運用委託先であるゴールドマン・サックス、債券の巨人パシフィック・インベストメント・マネジメントなどがある。

## シグナチャー
前節の短期取引・時間外取引がなされた背景には、2000年初頭からグローバルに海底ケーブルがインフラとして整備されたことを指摘できるが、それ以前に巧みな「法整備」もなされていた。1998年7月、連邦巡回区控訴裁判所が特許5193056号を保護したのである（State Street Bank & Trust Co. v. Signature Financial Group, Inc.）。これは脱法の節でふれたファンド複合体の組成について、最もシンプルな形態のひとつを発明としてビジネスモデル特許で保護するという判断である。裁判所は1940年投資会社法の趣旨に言及せず、専ら特許法体系の観点から考えている。したがってファンド複合体への言及もないが、特許の内容は複数のファンドから資金を単一のポートフォリオにプールするものであり、全体としてファンド複合体の典型を成すものである。
紛争の当事者は、特許を保有するシグナチャー社（Signature Financial Group Inc. 1994年設立、本社所在地はセントクレアショアーズ、ブルームバーグ調べ）とステート・ストリートであった。シグナチャーはステート・ストリートを特許侵害で訴えた。そこでステート・ストリートはマサチューセッツ連邦地裁に特許の無効確認訴訟を提起し、無効判決を得た。弁論主義に従って、地裁は証券法体系を省みず、特許の要件だけを検討した。本件特許は数学的アルゴリズムやビジネスモデルといった、保護されない典型にあたると考えたのである。上述の控訴においては合衆国最高裁判所判例に残る特定の価値観が採用された。それは、ゼネラル・エレクトリック所属者が当事者となったチャクラバティ事件（Diamond v. Chakrabarty）で発掘された。1952年特許法（Patent Act of 1952）に付随する特許法改正委員会報告書が「天下の人工物（anything under the sun that is made by man）」を特許の対象として想定していたというのである。ビジネスモデルでも伝統的な要件を満たせば特許として保護するという立場から、控訴裁判所は特許要件を再検討した。時々刻々の出資の時価（share price）を定める点に有用性・具体性・実効性（useful, concrete and tangible result）が認められるので、シグナチャーの特許は数学的アルゴリズムではなく保護されると結論した。
事件から数年は合衆国でビジネスモデル特許の出願数が多くなるという顕著な流行がおこった。日本でも出願をテーマとした実用書が出回った。しかし、日本にはチャクラバティ事件のような掘り出し物がなかった。合衆国でも伝統的な要件は堅持されたので、また、そこを踏まえない出願も多数なされたので、査定を通る割合は多いときでも15%ほどであった。一般サービス業とヘルスケアを中心とする業界は失望して、出願数をがくんと減らした。この点、世界金融危機のピークに要件が緩和された（In re Bilski）。
シグナチャーの勝訴した後については情報がほとんどない。ブルームバーグ筋で、マニュライフ生命保険の子会社（John Hancock Financial Network）と戦略的提携関係にあるという程度である。有効と認められた特許がシグナチャーに巨額の利益をもたらしたとか、さもなくばどこかに売却されたとかいうニュースもない。ただ保有し脱法の既得権者を特許侵害で攻撃するという様子もない。このままゆくと、ファンド複合体は独占の歴史から顧みられることなく、他の無関係なビジネスモデル特許を人質にとる形で合法性を維持する。シグナチャーの特許が切れた後も、「租税回避を実現する人類共通の財産」という、デフォルトを考えない奇妙な評価で世界中の産業が濫用できる制度に変わるのである。

## 対日株式投資
1986年内国歳入法401(k)条項は、1980年代に拡大解釈されて、従業員が課税前の所得から資金を拠出できる年金プランが生み出された。1974年のエリサ法（従業員退職所得保障法）で確定給付年金への規制が強まったこともあり、確定拠出年金の増加を促した。1999年6月30日時点で401k残高の高い企業は、256億ドルのゼネラル・エレクトリック、200億ドルのルーセント・テクノロジー、同じく200億ドルの IBM である。確定拠出型年金の加入者数は、1999年でフィデリティ・インベストメンツが620万で、メリルリンチの350万に差をつけた。
1986年12月、日本では資本の自由化を目的に東京がオフショア市場となった。翌年には対日直接投資が倍増した。1988年に製造業での対日直接投資はおよそ25億ドルとなり、1991年に金融業でのそれは約16億ドルとなった。
アメリカのミューチュアル・ファンドによる対日株式投資の全体像は必ずしも明らかではない。フィデリティ・ジャパンなどのファンドはNTT、NEC、日立などの大型ハイテク株を共通保有銘柄としていた。フィデリティ・ジャパン小型株という別のファンドは、ホギメディカル、ヤマダ電機、コーセル、フジミインコーポレーテッド、カッパ・クリエイト、スミダ・コーポレーション、船井電機、日東工器といった中堅銘柄から収益をあげている。